# 1930
Il 1930 (MCMXXX in numeri romani) è un anno  del XX secolo.

## Eventi
- Italia: il libro di Carlo Rosselli Socialismo Liberale costituisce un manifesto del movimento antifascista dal nome Giustizia e Libertà.
- Gran Bretagna: l'economista britannico John Maynard Keynes pubblica il Trattato sulla moneta.
- Ignazio Silone, in esilio a Zurigo per motivi politici, pubblica Fontamara.
- 8 gennaio – Roma: il principe Umberto di Savoia sposa Maria José del Belgio.
- 1º febbraio – Unione Sovietica: il governo ordina l'esproprio delle terre dei kulaki (contadini agiati) e la deportazione della popolazione, dando inizio alla collettivizzazione forzata dell'agricoltura.
- 18 febbraio – Stati Uniti: viene scoperto Plutone
- 8 marzo – India: inizio della disobbedienza civile guidata da Gandhi
- 1º aprile – Berlino: prima proiezione de L'angelo azzurro, film di Josef von Sternberg che lancia Marlene Dietrich.
- 24 aprile – Edda Mussolini, la figlia del Duce, sposa Galeazzo Ciano.
- 13 luglio - 30 luglio – Uruguay: si disputa la prima edizione del campionato mondiale di calcio. L'Uruguay conquista il titolo, battendo in finale l'Argentina.
- 23 luglio – terremoto dell'Irpinia e del Vulture: numerosi danni e morti in Basilicata, Campania e Puglia. Gravi lesioni anche al Museo archeologico nazionale di Napoli.
- 5 agosto – nasce a Wapakoneta l'astronauta Neil Armstrong che diverrà nel 1969 il primo uomo a posare piede sulla Luna comandando la spedizione Apollo 11.
- 8 settembre – viene messo in commercio in Minnesota il nastro adesivo.
- 2 ottobre – all'interno del carcere di San Quintino, in California, viene giustiziato tramite impiccagione il serial killer di bambini Gordon Stewart Northcott, responsabile dei cosiddetti "omicidi del pollaio di Wineville", in inglese "Wineville chicken coop murders", la sua storia ha ispirato il celebre film Changeling del 2008, diretto da Clint Eastwood e interpretato da Angelina Jolie.
- 7 ottobre – Roma: prima nazionale al Supercinema di La canzone dell'amore, primo film sonoro italiano.
- 30 ottobre: a Senigallia avviene un forte terremoto VII-IX MCS che provoca 18 morti e diverse distruzioni nella città e nel resto della provincia di Ancona.
- Inizio della civiltà industriale, secondo la Teoria di Olduvai.
- Viene inaugurata la Stazione marittima del porto di Trieste.

## Nati
Ci sono circa 2 450 voci su persone nate nel 1930; vedi la pagina Nati nel 1930 per un elenco descrittivo o la categoria Nati nel 1930 per un indice alfabetico.

## Morti
Ci sono circa 600 voci su persone morte nel 1930; vedi la pagina Morti nel 1930 per un elenco descrittivo o la categoria Morti nel 1930 per un indice alfabetico.

## Calendario
| Calendario 1930 | Calendario 1930 | Calendario 1930 | Calendario 1930 | Calendario 1930 | Calendario 1930 | Calendario 1930 | Calendario 1930 | Calendario 1930 | Calendario 1930 | Calendario 1930 | Calendario 1930 | Calendario 1930 | Calendario 1930 | Calendario 1930 | Calendario 1930 | Calendario 1930 | Calendario 1930 | Calendario 1930 | Calendario 1930 | Calendario 1930 | Calendario 1930 | Calendario 1930 | Calendario 1930 | Calendario 1930 | Calendario 1930 | Calendario 1930 | Calendario 1930 | Calendario 1930 | Calendario 1930 | Calendario 1930 | Calendario 1930 | Calendario 1930 |
| --------------- | --------------- | --------------- | --------------- | --------------- | --------------- | --------------- | --------------- | --------------- | --------------- | --------------- | --------------- | --------------- | --------------- | --------------- | --------------- | --------------- | --------------- | --------------- | --------------- | --------------- | --------------- | --------------- | --------------- | --------------- | --------------- | --------------- | --------------- | --------------- | --------------- | --------------- | --------------- | --------------- |
|                 | 1               | 2               | 3               | 4               | 5               | 6               | 7               | 8               | 9               | 10              | 11              | 12              | 13              | 14              | 15              | 16              | 17              | 18              | 19              | 20              | 21              | 22              | 23              | 24              | 25              | 26              | 27              | 28              | 29              | 30              | 31              |                 |
| Gennaio         | Me              | Gi              | Ve              | Sa              | Do              | Lu              | Ma              | Me              | Gi              | Ve              | Sa              | Do              | Lu              | Ma              | Me              | Gi              | Ve              | Sa              | Do              | Lu              | Ma              | Me              | Gi              | Ve              | Sa              | Do              | Lu              | Ma              | Me              | Gi              | Ve              |                 |
| Febbraio        | Sa              | Do              | Lu              | Ma              | Me              | Gi              | Ve              | Sa              | Do              | Lu              | Ma              | Me              | Gi              | Ve              | Sa              | Do              | Lu              | Ma              | Me              | Gi              | Ve              | Sa              | Do              | Lu              | Ma              | Me              | Gi              | Ve              |                 |                 |                 |                 |
| Marzo           | Sa              | Do              | Lu              | Ma              | Me              | Gi              | Ve              | Sa              | Do              | Lu              | Ma              | Me              | Gi              | Ve              | Sa              | Do              | Lu              | Ma              | Me              | Gi              | Ve              | Sa              | Do              | Lu              | Ma              | Me              | Gi              | Ve              | Sa              | Do              | Lu              |                 |
| Aprile          | Ma              | Me              | Gi              | Ve              | Sa              | Do              | Lu              | Ma              | Me              | Gi              | Ve              | Sa              | Do              | Lu              | Ma              | Me              | Gi              | Ve              | Sa              | Do              | Lu              | Ma              | Me              | Gi              | Ve              | Sa              | Do              | Lu              | Ma              | Me              |                 |                 |
| Maggio          | Gi              | Ve              | Sa              | Do              | Lu              | Ma              | Me              | Gi              | Ve              | Sa              | Do              | Lu              | Ma              | Me              | Gi              | Ve              | Sa              | Do              | Lu              | Ma              | Me              | Gi              | Ve              | Sa              | Do              | Lu              | Ma              | Me              | Gi              | Ve              | Sa              |                 |
| Giugno          | Do              | Lu              | Ma              | Me              | Gi              | Ve              | Sa              | Do              | Lu              | Ma              | Me              | Gi              | Ve              | Sa              | Do              | Lu              | Ma              | Me              | Gi              | Ve              | Sa              | Do              | Lu              | Ma              | Me              | Gi              | Ve              | Sa              | Do              | Lu              |                 |                 |
| Luglio          | Ma              | Me              | Gi              | Ve              | Sa              | Do              | Lu              | Ma              | Me              | Gi              | Ve              | Sa              | Do              | Lu              | Ma              | Me              | Gi              | Ve              | Sa              | Do              | Lu              | Ma              | Me              | Gi              | Ve              | Sa              | Do              | Lu              | Ma              | Me              | Gi              |                 |
| Agosto          | Ve              | Sa              | Do              | Lu              | Ma              | Me              | Gi              | Ve              | Sa              | Do              | Lu              | Ma              | Me              | Gi              | Ve              | Sa              | Do              | Lu              | Ma              | Me              | Gi              | Ve              | Sa              | Do              | Lu              | Ma              | Me              | Gi              | Ve              | Sa              | Do              |                 |
| Settembre       | Lu              | Ma              | Me              | Gi              | Ve              | Sa              | Do              | Lu              | Ma              | Me              | Gi              | Ve              | Sa              | Do              | Lu              | Ma              | Me              | Gi              | Ve              | Sa              | Do              | Lu              | Ma              | Me              | Gi              | Ve              | Sa              | Do              | Lu              | Ma              |                 |                 |
| Ottobre         | Me              | Gi              | Ve              | Sa              | Do              | Lu              | Ma              | Me              | Gi              | Ve              | Sa              | Do              | Lu              | Ma              | Me              | Gi              | Ve              | Sa              | Do              | Lu              | Ma              | Me              | Gi              | Ve              | Sa              | Do              | Lu              | Ma              | Me              | Gi              | Ve              |                 |
| Novembre        | Sa              | Do              | Lu              | Ma              | Me              | Gi              | Ve              | Sa              | Do              | Lu              | Ma              | Me              | Gi              | Ve              | Sa              | Do              | Lu              | Ma              | Me              | Gi              | Ve              | Sa              | Do              | Lu              | Ma              | Me              | Gi              | Ve              | Sa              | Do              |                 |                 |
| Dicembre        | Lu              | Ma              | Me              | Gi              | Ve              | Sa              | Do              | Lu              | Ma              | Me              | Gi              | Ve              | Sa              | Do              | Lu              | Ma              | Me              | Gi              | Ve              | Sa              | Do              | Lu              | Ma              | Me              | Gi              | Ve              | Sa              | Do              | Lu              | Ma              | Me              |                 |

## Premi Nobel
In quest'anno sono stati conferiti i seguenti Premi Nobel:
- per la Pace: Lars Olof Nathan Soederblom
- per la Letteratura: Sinclair Lewis
- per la Medicina: Karl Landsteiner
- per la Fisica: Chandrasekhara Venkata Raman
- per la Chimica: Hans Fischer